# Ceratomycetaceae
Ceratomycetaceae S. Colla – rodzina grzybów z rzędu owadorostowców (Laboulbeniaceae). Zewnętrzne pasożyty owadów.

## Systematyka i nazewnictwo
Pozycja w klasyfikacji według Index Fungorum: Ceratomycetaceae, Laboulbeniales, Laboulbeniomycetidae, Laboulbeniomycetes, Pezizomycotina, Ascomycota, Fungi.
Rodzinę Ceratomycetaceae do taksonomii wprowadziła Silvia Colla w 1934 r. Według Index Fungorum, który bazuje na Dictionary of the Fungi, należy do niej 12 rodzajów:
- Autoicomyces Thaxt. 1908
- Ceratomyces Thaxt. 1892
- Drepanomyces Thaxt. 1931
- Eusynaptomyces Thaxt. 1931
- Helodiomyces F. Picard 1913
- Phurmomyces Thaxt. 1931
- Plectomyces Thaxt. 1931
- Rhynchophoromyces Thaxt. 1908
- Synaptomyces Thaxt. 1912
- Tettigomyces Thaxt. 1915
- Thaumasiomyces Thaxt. 1931
- Thripomyces Speg. 1915